# Christoph Dellmans
Christoph Dellmans (* 1967 in Kerken) ist ein deutscher Politiker und seit November 2020 Bürgermeister der Stadt Kempen.

## Leben
Dellmans absolvierte eine Verwaltungsausbildung bei der Gemeinde Kerken und wechselte 1993 zur Stadtverwaltung in Kempen als Verwaltungsfachangestellter. In Kempen war er zuletzt für das Referat Presse und Stadtmarketing verantwortlich.
Zur Kommunalwahl in NRW 2020 stellte sich Dellmans als parteiloser Kandidat mit Unterstützung von SPD, Bündnis 90/Die Grünen und Die Linke zur Wahl auf. Im ersten Wahlgang lag Dellmans mit 96 Stimmen hinter dem CDU-Kandidaten, setzte sich bei der Stichwahl jedoch durch. Zur Kommunalwahl 2025 will er erneut, unter anderem wieder mit Unterstützung der SPD, kandidieren.